# Demogorgon
Demogorgon és el nom d'un dimoni associat a una deïtat primitiva que habitaria l'inframon. El seu nom sembla venir de la fusió de l'arrel grega daimon i el nom de les gorgones i malgrat les adscripcions a la mitologia grega i a fonts pseudobíbliques, la figura neix als primers segles del cristianisme.
La primera menció documental es troba en un manuscrit de comentari a la Tebaida de Publi Estaci elaborat per Lactantius Placidus, on apareix com una divinitat o diable lligat a la tradició jueva. A partir d'aquí es va popularitzar i la figura apareix en nombroses referències medievals i posteriors, incloent-hi la recopilatòria Genealogia Deorum Gentilium de Giovanni Boccaccio o El Paradís perdut de Milton. El dimoni adquireix amb el pas dels segles unes proporcions majors, fins al punt que el seu nom esdevé un tabú i cal referir-s'hi amb eufemismes. És un diable del terror i de la terra i també regeix el destí d'altres dimonis. En algunes descripcions comparteix trets amb l'Abadon.
Alguns estudiosos lliguen el nom i la genealogia al demiürg platònic, que s'hauria corromput fins a esdevenir una figura malèfica en contraposició al déu veritable cristià. Voltaire recull aquesta tradició. En aquesta variant, es lliga a la màgia negra i es considera un pare d'altres déus de diferents mitologies, d'aquí el seu gran poder. Se'l representa com un home vell que viu en una cova i té la mirada plena d'ira i en altres ocasions és un habitant del caos. Aquesta imatge gràfica ha aparegut en diversos quadres i en descripcions poètiques, com per exemple a Orland Furiós, on l'autor situa la cova a l'Himàlaia.
Per acabar, una tercera possible via d'anàlisi lliga el dimoni a un diable oriental que s'hauria transmès al món grecollatí i des d'allà a l'Europa cristiana a partir dels textos romans d'Orient. En aquesta via es ressalta el seu caràcter creador, com a engendrador de la Terra, que inclou els mals i els vicis. La visió teocèntrica medieval hauria disminuït aquest vessant creador, que entrava en contradicció amb el caràcter monoteista del déu artífex de la Creació però hauria mantingut els trets lligats al mal, i d'aquí hauria pres com a propis diverses característiques de Satan.
La cultura popular ha heretat el nom de Demogorgon que s'aplica a diferents dimonis i monstres que apareixen a jocs de rol i tot el món que se'n deriva.